# James Kitson
James Kitson (22 septembre 1835-16 mars 1911) est un industriel, un constructeur de locomotives, un homme politique du Parti libéral et un député de Holme Valley. Il estt élevé à la pairie en 1907 en étant titré comme baron Airedale. C'est un éminent unitarien de Leeds, dans le Yorkshire.

## Biographie
Il est le fils de James Kitson (homme d'affaires) (en) (1807–1885), un fabricant de locomotives autodidacte qui a fondé Kitson and Company, et de sa première épouse Ann. Ils ont plusieurs enfants, dont Emily, qui épouse l'obstétricien royal William Smoult Playfair (en) en 1864 et s'est impliquée par inadvertance dans une affaire judiciaire, ayant des implications pour l'éthique médicale qui résonnent aujourd'hui. L'épouse d'un autre frère, Arthur Octavius Kitson (en), est le sujet de l'affaire judiciaire.
Kitson fréquente l'école de Wakefield et étudie la chimie et les sciences naturelles à l'University College de Londres.
La perte de sa première épouse Emily, en 1873, est dévastatrice. Sa belle-sœur Clara Talbot (née Cliff, décédée en 1905) et son mari Grosvenor Talbot (1835-1926) sont décrits comme des "bouées de sauvetage", "s'occupant de l'homme en deuil et de ses enfants". Kitson et Talbot sont des amis d'université. Quatre ans plus tard, le frère aîné de Kitson, Frederick, un ingénieur doué meurt également.

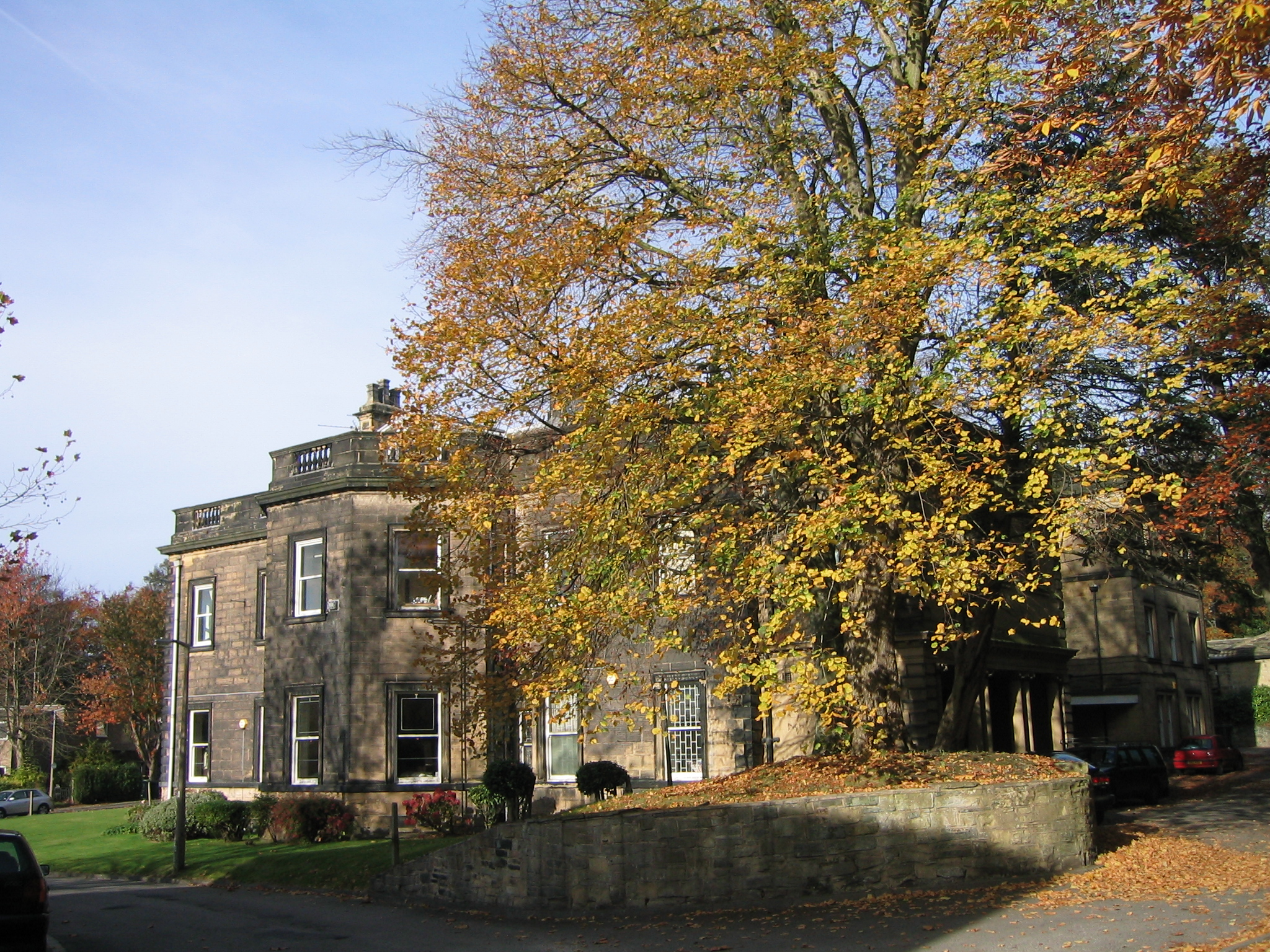
Gledhow Hall

En 1885, Kitson achète Gledhow Hall à Gledhow, Leeds. Il redécore la maison et reçoit somptueusement, notamment le Premier ministre William Gladstone et son fils, Herbert, qui est témoin du deuxième mariage de Kitson avec Mary Laura Smith en 1881. Il charge Burmantofts Pottery de créer une salle de bain élaborée avec de la faïence en l'honneur d'une visite du prince de Galles vers 1885.

## Carrière
En 1854, alors que Kitson a dix-neuf ans, son père achète les forges de Monk Bridge et les lui confie, ainsi qu'à son frère aîné, Frederick. Monkbridge fusionne avec la fonderie Airedale de leur père en 1858. En 1886, l'entreprise est une société à responsabilité limitée sous contrôle familial avec un capital de 250 000 £. Frederick Kitson se retire de l'entreprise en raison de problèmes de santé, plusieurs années avant sa mort en 1877. Leur père prend sa retraite en 1876 mais James Kitson dirige en réalité l'entreprise à partir de 1862. La fonderie Airedale construit près de 6 000 locomotives destinées à être utilisées en Grande-Bretagne et à l'étranger depuis sa création jusqu'à la fin du XIXe siècle. L'entreprise se diversifie dans la fabrication de moteurs fixes à usage agricole et de moteurs à vapeur pour tramways. À partir des années 1880, l'usine de Monkbridge fabrique de l'acier selon le procédé à foyer ouvert Siemens-Martin. La fonderie Airedale et Monkbridge Works emploient toutes deux environ 2 000 travailleurs en 1911.
Dans le cadre de ses activités commerciales, Kitson est membre de l'Institution of Mechanical Engineers à partir de 1859 et président de l'Iron Trade Association. Il est président de l'Iron and Steel Institute en 1889 et reçoit la médaille d'or Bessemer de l'institut en 1903. Entre 1899 et 1901, il est membre du conseil de l'Institution of Civil Engineers.
Il a des intérêts dans la London and Northern Steamship Company et la Yorkshire Banking Company. Il est administrateur de la London City and Midland Bank et président de la Baku Russian Petroleum Company. Il est également administrateur de la North Eastern Railway Company et président de la chambre de commerce de Leeds de 1880 à 1881.
Sa réussite dans les affaires lui laissent du temps et des moyens pour se lancer en politique. Il est président de l'Association libérale de Leeds et dirige la campagne électorale de William Ewart Gladstone. En 1880, Kitson est membre du comité de la Leeds Trained Nurses Institution. Il est député de Colne Valley de 1892 à 1907, soutenant l'éducation, l'autonomie irlandaise et la création de pensions de retraite.
Kitson est membre de l'Institution of Civil Engineers et de l'Institution of Mechanical Engineers. Il soutient le Mechanics' Institute et le Yorkshire College, le précurseur de l'Université de Leeds, qui lui décerne un doctorat honorifique, DSc en 1904. Kitson n'a jamais été membre du conseil de Leeds, mais est le premier lord-maire de la ville en 1896-1897. Il est créé baronnet en 1886 et est admis au Conseil privé en 1906. Le 17 juillet 1907, Kitson est élevé à la pairie comme premier baron Airedale de Gledhow dans la circonscription ouest du comté de York.
Kitson est nommé colonel honoraire du 3e bataillon (volontaire), The Prince of Wales's Own (West Yorkshire Regiment) le 20 décembre 1902.

## Décès
Airedale est décédé des suites d'une crise cardiaque à Paris à l'hôtel Meurice le 16 mars 1911. Il rentrait chez lui en train depuis le sud de la France. Son service funèbre a lieu à la chapelle de Mill Hill le 22 mars, avant que son corps ne soit transporté pour être enterré à l'église de Roundhay, le long d'un itinéraire bordé par 4 000 ouvriers. Un service commémoratif ultérieur à l'église St Margaret de Westminster réunit une centaine de parlementaires.

## Chapelle de Mill Hill
Les Kitson sont étroitement liés à la chapelle de Mill Hill à Leeds City Square. En 1897, Kitson paie pour une extension de la sacristie. William Morris conçoit une fenêtre dédiée à sa mère Ann Kitson décédée en 1865. Archibald Keightley Nicholson crée une fenêtre commémorative pour Lord Airedale, représentant la continuation du christianisme. Au début du XXe siècle, Lord Airedale est membre de la petite congrégation politiquement active et très influente de la chapelle. Kitson contribue à une enquête parlementaire sur l'éducation religieuse des protestants dissidents en 1899.

## Famille
Kitson épouse Emily Christina Cliff le 20 septembre 1860. Emily participe à la création du Yorkshire Ladies Council of Education aux côtés de Frances Lupton. Kitson et sa femme Emily ont plusieurs enfants :
- Sir Albert Ernest Kitson, 2e baron Airedale (1863-1944)
- James Clifford Kitson (6 décembre 1864-25 septembre 1942)
- Charles Clifford Kitson, jumeau de James Clifford (né le 6 décembre 1864)[15]
- Émilie (née en 1866)
- Edouard Christian (né en 1873)
- (Alice) Hilde (1872-1944)

Kitson se remarie avec Mary Laura Smith (décédée en 1939) le 1er juin 1881 et a deux enfants:
- Sir Roland Dudley Kitson, 3e baron Airedale (1882–1958)
- Olive Mary (née en 1887)